# 次世代凌星巡天
次世代凌星巡天（Next-Generation Transit Survey，縮寫：NGTS）是一個搜尋太陽系外行星的自動望遠鏡巡天計畫。該計畫使用的望遠鏡位於智利北部阿他加馬沙漠的帕瑞纳天文台；距離欧洲南方天文台（ESO）所屬的甚大望远镜（VLT）約數公里，鄰近可見光和紅外巡天望遠鏡。於2015年初開始科學觀測。
NGTS的科學目標是以凌日方式搜尋視星等最暗13等恆星周圍的超級地球或體積相當於海王星的太陽系外行星。該巡天是以凌日測光法精確量測行星通過恆星盤面與地球之間時，恆星亮度的下降程度偵測系外行星。NGTS 是由12座口徑20公分，f/2.8 的市售望遠鏡組成的陣列，並且每座望遠鏡都配備對紅光敏感的 CCD 以觀測波長6000-9000 Å 的紅光與近紅外線。該望遠鏡陣列可即時覆蓋96平方度的天區（每個望遠鏡可覆蓋8平方度），或者整個天區的0.23%。次世代凌星巡天的建設大量借重了先前的超廣角尋找行星（SuperWASP）計畫的經驗，並使用更靈敏的感應器、更新的電腦程式與更先進的光學設計。與克卜勒太空望遠鏡固定觀測115平方度區域相較之下，次世代凌星巡天的覆蓋天區是前者的16倍，因為次世代凌星巡天將在一年內搜尋四個不同區域，並連續執行四年，預期將會發現更多的系外行星。
次世代凌星巡天的搜尋是為了填補體積在與地球相當和氣體巨行星之間行星發現數量的不足。目前其他地面系外行星巡天大多只能以凌日法發現體積至少要與木星相當的系外行星。克卜勒太空望遠鏡發現的體積與地球相當行星大多距離母恆星過遠或母恆星亮度過低，無法以都卜勒光譜學方式觀測恆星受行星影響產生的位移。次世代凌星巡天更大的視野可偵測到更多恆星旁的系外行星。行星詳細狀態的後續確認可使用更精密的儀器，例如高精度徑向速度行星搜索器、岩質系外行星與穩定光譜觀測階梯光柵攝譜儀（ESPRESSO）與光譜偏振高對比度系外行星研究儀（VLT-SPHERE），並將以量測母恆星受行星重力影響的徑像速度量測行星的質量，並且使無論氣體或岩石組成的行星密度測定成為可能。
該巡天計畫由七所歐洲大學與智利、德國、瑞士與英國研究機構組成的委員會管理。望遠鏡陣列的原型機於2009至2010年間在拉帕爾馬島的穆查丘斯罗克天文台測試，2012至2014年間在日內瓦天文台測試 。

## 科學任務
超廣角尋找行星與匈牙利自动望远镜网络计划等地面系外行星巡天計畫已經發現了大量系外行星，並且大多數體積接近木星或土星。對流旋轉和行星橫越任務（COROT）與克卜勒太空望遠鏡等太空望遠鏡巡天任務則發現了更多體積更小的系外行星，包含了岩石組成的超級地球和體積相當於海王星的行星。環繞地球的太空望遠鏡任務在恆星亮度觀測尚可比地面望遠鏡任務更加精確，但可觀測的天區也較地面任務狹小。不幸的是，大多數體積較小的行星候選者環繞的恆星大多亮度過低，無法以徑向速度量測方式確認行星的存在。這些體積更小的行星候選者因為其質量資料未知或不足，無法推測其總成分。
為了主要以超級地球和體積相當於海王星的行星環繞的表面溫度較低、體積較小的光譜型K和M行恆星為目標，必須要進行巡天面積比太空望遠鏡任務更大的地面任務。次世代凌星巡天的目的就是先發現可能的候選者，再由甚大望远镜、欧洲极大望远镜（E-ELT）、詹姆斯·韦伯太空望远镜（JWST）等大型望遠鏡進一步觀測做確認。測定這類系外行星的大氣層成分、行星結構與演化比環繞巨大恆星周為的小體積行星更加容易。
在NGTS觀測之後，後續觀測的大型望遠鏡將可對新發現系外行星的大氣層成分進行分析。例如當行星位於母恆星後方（次食）時，可比較次食發生時與未發生次食狀況下不同波長光譜的光通量變化比較並計算行星的熱輻射狀態。行星大氣層透射光譜的計算可藉由量測系外行星凌星時母恆星光譜的少許變化進行。這項技術需要極高的信噪比才能進行，而目前只能在少數環繞體積較小且距離行星較近、亮度較高恆星旁的行星實現，例如HD 189733 b和GJ 1214 b。次世代凌星巡天的目的就在於大量增加可使用該技術取得行星大氣層光譜資料的行星。模擬結果顯示，NGTS預期可發現適合 VLT 進行光譜分析的約231顆體積相當於海王星的系外行星，以及39顆超級地球。相較之下，克卜勒太空望遠鏡的觀測資料只能預期分別發現約21顆和1顆。

## 儀器

### 開發過程
為達成NGTS的科學目標，必須在13等星亮度下有千分之一等的精確度。雖然在地面上對特定天體的窄視野觀測可達到如此精確度，但NGTS的廣視野觀測則是前所未有。為了實現這一目標，NGTS的儀器設計人員借鏡了超廣角尋找行星（SuperWASP）計畫的軟硬體設備設計的經驗。並且原型設備於2009至2010年間在拉帕爾馬島的穆查丘斯罗克天文台，以及2012至2014年間在瑞士日內瓦天文台進行多次測試並大幅改進。

### 望遠鏡陣列
NGTS的儀器是由12座口徑20公分， f/2.8的望遠鏡裝設於各自獨立的赤道儀上所組成的自動望遠鏡陣列。該望遠鏡陣列觀測波段在橙色光至近紅外線波段（600–900 nm）。望遠鏡設置於以低水蒸氣量與優越光度條件的欧洲南方天文台設於智利的帕瑞纳天文台。

### 與其他巡天共同研究
NGTS計畫和ESO其它的大望遠鏡巡天計畫合作相當密切。ESO所屬設備中可用於NGTS所發現天體後續研究的有位於拉西拉天文台的高精度徑向速度行星搜索器（HARPS）。VLT即將裝設的岩質系外行星與穩定光譜觀測階梯光柵攝譜儀（ESPRESSO）可量測徑向速度，以及同樣將裝於VLT的光譜偏振高對比度系外行星研究儀（VLT-SPHERE）則是以自适应光学和日冕儀法直接拍攝系外行星。另外其它的VLT和E-ELE未來計畫的儀器將可觀測系外行星的大氣層成分。

## 科學團隊
雖然NGTS位於帕瑞纳天文台，它並不受欧洲南方天文台管理與操作。它是由來自智利、德國、瑞士與英國共7個學術單位組成的委員會管轄：
- 德國航空太空中心行星研究所
- 日內瓦天文台
- 贝尔法斯特女王大学
- 剑桥大学
- 智利大学
- 萊斯特大學
- 华威大学

### 其他系外行星巡天計畫
- 跨大西洋系外行星搜尋計劃（Trans-Atlantic Exoplanet Survey，縮寫 TrES）
- 超廣角尋找行星（SuperWASP，或簡稱 WASP）
- XO望遠鏡
- 千度極小望遠鏡巡天 （Kilodegree Extremely Little Telescope，縮寫 KELT，暫譯）
- 匈牙利自动望远镜网络计划 （HATNet Project，簡稱 HAT）

### 進行系外行星巡天的太空望遠鏡
- 對流旋轉和行星橫越任務（COROT）是法國國家太空研究中心和歐洲太空總署共同進行的太空望遠鏡任務，2006年12月發射。
- 克卜勒太空望遠鏡是美国国家航空航天局的太空望遠鏡任務，發射於2009年3月。